# Article 77 du traité sur le fonctionnement de l'Union européenne
 (juin 2019).
L’article 77 du traité sur le fonctionnement de l'Union européenne porte sur la mise en œuvre de nouveaux mécanismes de solidarité en matière de politiques européennes du droit d'asile et d'immigration.

## Contenu
L'article 77 du traité sur le fonctionnement de l'Union européenne dispose que :

« 1. L'Union développe une politique visant :
- a) à assurer l'absence de tout contrôle des personnes, quelle que soit leur nationalité, lorsqu'elles franchissent les frontières intérieures ;
- b) à assurer le contrôle des personnes et la surveillance efficace du franchissement des frontières extérieures ;
- c) à mettre en place progressivement un système intégré de gestion des frontières extérieures.

2. Aux fins du paragraphe 1, le Parlement européen et le Conseil, statuant conformément à la procédure législative ordinaire, adoptent les mesures portant sur : 
- a) la politique commune de visas et d'autres titres de séjour de courte durée ;
- b) les contrôles auxquels sont soumises les personnes franchissant les frontières extérieures ;
- c) les conditions dans lesquelles les ressortissants des pays tiers peuvent circuler librement dans l'Union pendant une courte durée ;
- d) toute mesure nécessaire pour l'établissement progressif d'un système intégré de gestion des frontières extérieures ;
- e) l'absence de tout contrôle des personnes, quelle que soit leur nationalité, lorsqu'elles franchissent les frontières intérieures.

3. Si une action de l'Union apparaît nécessaire pour faciliter l'exercice du droit, visé à l'article 20, paragraphe 2, point a), et sauf si les traités ont prévu des pouvoirs d'action à cet effet, le Conseil, statuant conformément à une procédure législative spéciale, peut arrêter des dispositions concernant les passeports, les cartes d'identité, les titres de séjour ou tout autre document assimilé. Le Conseil statue à l'unanimité, après consultation du Parlement européen.
4. Le présent article n'affecte pas la compétence des États membres concernant la délimitation géographique de leurs frontières, conformément au droit international. »